# Solenidium portillae
Solenidium portillae är en orkidéart som beskrevs av Stig Dalström och Mark Whitten. Solenidium portillae ingår i släktet Solenidium och familjen orkidéer.
Artens utbredningsområde är Ecuador. Inga underarter finns listade i Catalogue of Life.